# Trichotria truncata
Trichotria truncata is een raderdiertjessoort uit de familie Trichotriidae. De wetenschappelijke naam van deze soort is voor het eerst geldig gepubliceerd in 1889 door Whitelegge.